# Seven de Mar del Plata 2014
El Seven de Mar del Plata del 2014 fue la XVIII edición del torneo. Se desarrolló 3 torneos simultáneos, uno de clubes, otro de selecciones y otro más en femenino. Los dos sevens mencionados últimos formaron parte del calendario del Circuito Sudamericano de Seven 2013-14.

## Torneo de clubes
Participaron 8 equipos argentinos, de los cuales 3 son de Mar de Plata.

### Equipos participantes
| Grupo A - Regatas - Hindú - Jockey de Rosario - Sporting | Grupo B - Alumni - Mar del Plata - SIC - Biguá |

### Partidos
| 11 de enero 15:00 | Regatas | 19 - 15 | Hindú | Estadio de atletismo Justo Román, Mar del Plata, Argentina |  |
| 1                 |         |         |       |                                                            |  |

| 11 de enero 15:20 | Jockey R | 19 - 7 | Sporting | Estadio de atletismo Justo Román, Mar del Plata, Argentina |  |
| 2                 |          |        |          |                                                            |  |

| 11 de enero 15:40 | Alumni | 17 - 14 | Mar del Plata Club | Estadio de atletismo Justo Román, Mar del Plata, Argentina |  |
| 3                 |        |         |                    |                                                            |  |

| 11 de enero 16:00 | SIC | 17 - 5 | Biguá | Estadio de atletismo Justo Román, Mar del Plata, Argentina |  |
| 4                 |     |        |       |                                                            |  |

| 11 de enero 18:20 | Regatas | 7 - 10 | Jockey R | Estadio de atletismo Justo Román, Mar del Plata, Argentina |  |
| 5                 |         |        |          |                                                            |  |

| 11 de enero 18:40 | Sporting | 12 - 38 | Hindú | Estadio de atletismo Justo Román, Mar del Plata, Argentina |  |
| 6                 |          |         |       |                                                            |  |

| 11 de enero 19:00 | Alumni | 38 - 0 | SIC | Estadio de atletismo Justo Román, Mar del Plata, Argentina |  |
| 7                 |        |        |     |                                                            |  |

| 11 de enero 19:20 | Biguá | 5 - 12 | Mar del Plata Club | Estadio de atletismo Justo Román, Mar del Plata, Argentina |  |
| 8                 |       |        |                    |                                                            |  |

| 11 de enero 21:50 | Regatas | 41 - 5 | Sporting | Estadio de atletismo Justo Román, Mar del Plata, Argentina |  |
| 9                 |         |        |          |                                                            |  |

| 11 de enero 22:10 | Hindú | 7 - 19 | Jockey R | Estadio de atletismo Justo Román, Mar del Plata, Argentina |  |
| 10                |       |        |          |                                                            |  |

| 11 de enero 22:30 | Alumni | 36 - 12 | Biguá | Estadio de atletismo Justo Román, Mar del Plata, Argentina |  |
| 11                |        |         |       |                                                            |  |

| 11 de enero 22:50 | SIC | 21 - 7 | Mar del Plata Club | Estadio de atletismo Justo Román, Mar del Plata, Argentina |  |
| 12                |     |        |                    |                                                            |  |

| 12 de enero 18:00 | Hindú | 15 - 12 | Biguá | Estadio de atletismo Justo Román, Mar del Plata, Argentina |  |
| 13                |       |         |       |                                                            |  |

| 12 de enero 18:20 | Mar del Plata Club | 7 - 0 | Sporting | Estadio de atletismo Justo Román, Mar del Plata, Argentina |  |
| 14                |                    |       |          |                                                            |  |

| 12 de enero 20:00 | Regatas | 12 - 7 | Alumni | Estadio de atletismo Justo Román, Mar del Plata, Argentina |  |
| 15                |         |        |        |                                                            |  |

| 12 de enero 20:20 | SIC | 28 - 12 | Jockey R | Estadio de atletismo Justo Román, Mar del Plata, Argentina |  |
| 16                |     |         |          |                                                            |  |

| 12 de enero 21:40 | Mar del Plata Club | 10 - 19 | Hindú | Estadio de atletismo Justo Román, Mar del Plata, Argentina |  |
| 17                |                    |         |       |                                                            |  |

Final
| 12 de enero 22:20 | Regatas | 22 - 0 | SIC | Estadio de atletismo Justo Román, Mar del Plata, Argentina |  |
| 18                |         |        |     |                                                            |  |

## Torneo de selecciones
En un principio se ideó un torneo solo con selecciones nacionales pero tanto Brasil como Uruguay declinaron su participación para no exigir a sus jugadores una semana antes del seven de Viña, que resultó clasificatorio para el seven de Hong Kong 2014. Con esto, Argentina, Chile y Paraguay compitieron con 5 uniones afiliadas a la UAR

### Equipos participantes
| Grupo A - Entre Ríos - Pampas 7 - Salta - Sur | Grupo B - Buenos Aires - Chile - Mar del Plata - Paraguay |

### Partidos
| 11 de enero 16:20 | Chile | 10 - 0 | Paraguay | Estadio de atletismo Justo Román, Mar del Plata, Argentina |  |
| 1                 |       |        |          |                                                            |  |

| 11 de enero 16:40 | Buenos Aires | 17 - 7 | Mar del Plata | Estadio de atletismo Justo Román, Mar del Plata, Argentina |  |
| 2                 |              |        |               |                                                            |  |

| 11 de enero 17:00 | Salta | 34 - 5 | Sur | Estadio de atletismo Justo Román, Mar del Plata, Argentina |  |
| 3                 |       |        |     |                                                            |  |

| 11 de enero 17:20 | Pampas 7 | 33 - 0 | Entre Ríos | Estadio de atletismo Justo Román, Mar del Plata, Argentina |  |
| 4                 |          |        |            |                                                            |  |

| 11 de enero 19:40 | Chile | 21 - 5 | Mar del Plata | Estadio de atletismo Justo Román, Mar del Plata, Argentina |  |
| 5                 |       |        |               |                                                            |  |

| 11 de enero 20:00 | Buenos Aires | 46 - 0 | Paraguay | Estadio de atletismo Justo Román, Mar del Plata, Argentina |  |
| 6                 |              |        |          |                                                            |  |

| 11 de enero 20:20 | Salta | 10 - 0 | Entre Ríos | Estadio de atletismo Justo Román, Mar del Plata, Argentina |  |
| 7                 |       |        |            |                                                            |  |

| 11 de enero 20:40 | Pampas 7 | 34 - 7 | Sur | Estadio de atletismo Justo Román, Mar del Plata, Argentina |  |
| 8                 |          |        |     |                                                            |  |

| 12 de enero 16:00 | Chile | 5 - 7 | Buenos Aires | Estadio de atletismo Justo Román, Mar del Plata, Argentina |  |
| 9                 |       |       |              |                                                            |  |

| 12 de enero 16:20 | Mar del Plata | 12 - 5 | Paraguay | Estadio de atletismo Justo Román, Mar del Plata, Argentina |  |
| 10                |               |        |          |                                                            |  |

| 12 de enero 16:40 | Entre Ríos | 12 - 5 | Sur | Estadio de atletismo Justo Román, Mar del Plata, Argentina |  |
| 11                |            |        |     |                                                            |  |

| 12 de enero 17:00 | Pampas 7 | 14 - 5 | Salta | Estadio de atletismo Justo Román, Mar del Plata, Argentina |  |
| 12                |          |        |       |                                                            |  |

| 12 de enero 18:40 | Paraguay | 10 - 5 | Entre Ríos | Estadio de atletismo Justo Román, Mar del Plata, Argentina |  |
| 13                |          |        |            |                                                            |  |

| 12 de enero 19:00 | Mar del Plata | 19 - 0 | Sur | Estadio de atletismo Justo Román, Mar del Plata, Argentina |  |
| 14                |               |        |     |                                                            |  |

| 12 de enero 20:40 | Buenos Aires | 41 - 7 | Salta | Estadio de atletismo Justo Román, Mar del Plata, Argentina |  |
| 15                |              |        |       |                                                            |  |

| 12 de enero 21:00 | Pampas 7 | 17 - 5 | Chile | Estadio de atletismo Justo Román, Mar del Plata, Argentina |  |
| 16                |          |        |       |                                                            |  |

| 12 de enero 22:00 | Mar del Plata | 19 - 0 | Paraguay | Estadio de atletismo Justo Román, Mar del Plata, Argentina |  |
| 17                |               |        |          |                                                            |  |

Final
| 12 de enero 22:50 | Pampas 7 | 35 - 12 | Buenos Aires | Estadio de atletismo Justo Román, Mar del Plata, Argentina |  |
|                   |          |         |              | Árbitro(s): Federico Fioravanti                            |  |
| 18                |          |         |              |                                                            |  |

## Torneo femenino
Por el torneo femenino, no hubo grupos y compitieron Argentina, Chile, Paraguay y Uruguay en cuadrangular. En semifinales Argentina venció a Paraguay y Uruguay a Chile. Las Pumas ganaron al vencer a Las Teras en la final.

### Equipos participantes
- Argentina
- Chile
- Paraguay
- Uruguay

### Partidos
| 11 de enero 17:40 | Uruguay | 14 - 5 | Paraguay | Estadio de atletismo Justo Román, Mar del Plata, Argentina |  |
| 1                 |         |        |          |                                                            |  |

| 11 de enero 18:00 | Argentina | 22 - 5 | Chile | Estadio de atletismo Justo Román, Mar del Plata, Argentina |  |
| 2                 |           |        |       |                                                            |  |

| 11 de enero 21:10 | Uruguay | 38 - 0 | Chile | Estadio de atletismo Justo Román, Mar del Plata, Argentina |  |
| 3                 |         |        |       |                                                            |  |

| 11 de enero 21:30 | Argentina | 17 - 5 | Paraguay | Estadio de atletismo Justo Román, Mar del Plata, Argentina |  |
| 4                 |           |        |          |                                                            |  |

| 12 de enero 17:20 | Chile | 15 - 12 | Paraguay | Estadio de atletismo Justo Román, Mar del Plata, Argentina |  |
| 5                 |       |         |          |                                                            |  |

| 12 de enero 17:40 | Argentina | 32 - 0 | Uruguay | Estadio de atletismo Justo Román, Mar del Plata, Argentina |  |
| 6                 |           |        |         |                                                            |  |

| 12 de enero 19:20 | Argentina | 22 - 0 | Paraguay | Estadio de atletismo Justo Román, Mar del Plata, Argentina |  |
| 7                 |           |        |          |                                                            |  |

| 12 de enero 19:40 | Uruguay | 22 - 0 | Chile | Estadio de atletismo Justo Román, Mar del Plata, Argentina |  |
| 8                 |         |        |       |                                                            |  |

| 12 de enero 21:20 | Paraguay | 10 - 5 | Chile | Estadio de atletismo Justo Román, Mar del Plata, Argentina |  |
| 9                 |          |        |       |                                                            |  |

Final
| 12 de enero 22:20 | Argentina | 38 - 0 | Uruguay | Estadio de atletismo Justo Román, Mar del Plata, Argentina |  |
|                   |           |        |         | Árbitro(s): Laurena Papaterra                              |  |
| 10                |           |        |         |                                                            |  |